# TOKIO 1999 LIVE IN 日本武道館 〜君を想うとき〜

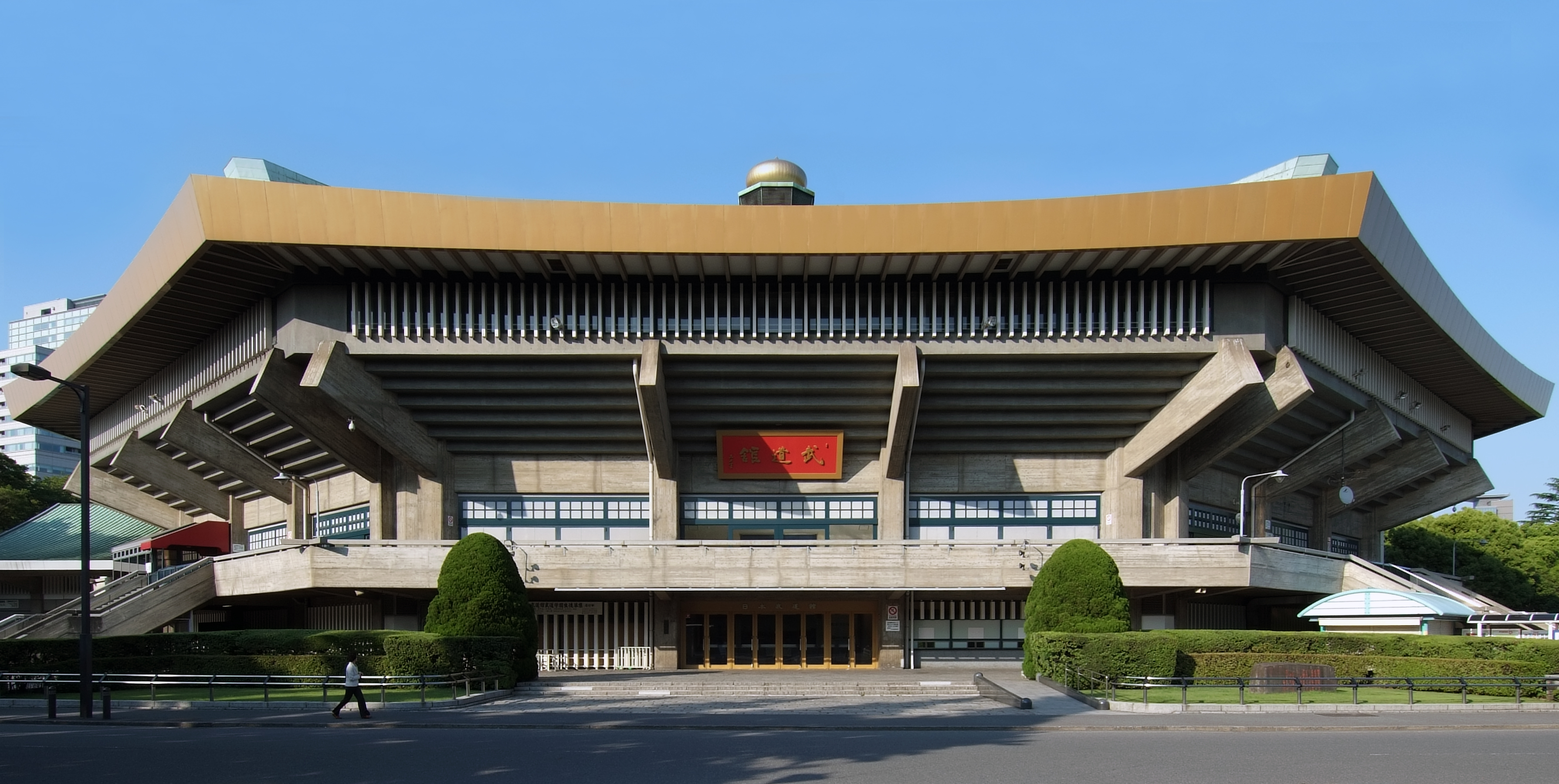
会場の日本武道館

『TOKIO 1999 LIVE IN 日本武道館 〜君を想うとき〜』（トキオ 1999 ライブ・イン・にっぽんぶどうかん きみをおもうとき）は、TOKIOのライブ･ビデオ。Sony Recordsより1999年10月6日にVHSが、2000年3月29日にDVDが発売された。

## 概要
前作「TOKIO LIVE 1997 + SPECIAL BONUS TRACK 1998」から約1年半ぶりに発売された。
1999年3月26日から6月18日にかけて行われたコンサート・ツアー「SPRING CONCERT'99 君を想うとき〜Heaven TOUR」のうち、6月18日の日本武道館での公演（追加公演）の模様が収録された。メンバーによるダンスやフライングも含むライブパフォーマンスのほか、リハーサルなどのオフステージの様子も収録されている。

## 収録曲
1. Opening 〜やっと会えた 作詞：朝水彼方、作曲：青木秀樹、編曲：重実徹
2. LOVE YOU ONLY 作詞：工藤哲雄、作曲：都志見隆、編曲：西脇辰弥
3. Love & Peace 作詞：岡部真理子、作曲：樋口了一、編曲：佐久間正英
4. Clean & Clean
5. Crazy Chase 作詞・作曲：HIDEKI、編曲：難波弘之
6. 十六乃風 〜STAND ME UP! 作詞：安藤芳彦、作曲・編曲：Y.MAKAINO
7. <メドレー>
  - 時代を(TOKIO)よろしく! 作詞：城島茂・山田ひろし、作曲・編曲：西脇辰弥
  - 渡せないエンジェル 作詞：山田ひろし、作曲：青木秀樹、編曲：西脇辰弥
8. Oh! Heaven 作詞：井上ヨシマサ・藤林聖子、作曲・編曲：井上ヨシマサ
9. 22才 作詞：大津あきら、作曲・編曲：Y.MAKAINO
10. Shadow Dance
11. 溢れる想い 作詞：渡辺なつみ、作曲：清水昭男、編曲：そうる透・鶴田海王
12. Julia 作詞・作曲：ジョーリノイエ、編曲：ジョーリノイエ・鈴川真樹
13. Zettai! 作詞：朝水彼方、作曲・編曲：西脇辰弥
14. 君を想うとき 作詞：渡辺なつみ、作曲：渡辺未来、編曲：そうる透・吉村龍太
15. 未来派センス 作詞：朝水彼方、作曲・編曲：西脇辰弥